# 마르쿠스 보이젠
마르쿠스 보이젠(독일어: Markus Boysen, 1954년 9월 3일 ~ )은 독일의 배우이다.
하노버에서 태어났다.

## 영화
- 레나 파우치 앤드 더 슈터 도터 (2012년)
- 크래쉬 포인트 (2009년)
- 트위스트 존 (2006년)
- 스피어와 히틀러 (2005년)
- 위험한 관계 (1976년)